# Torre (Turm)

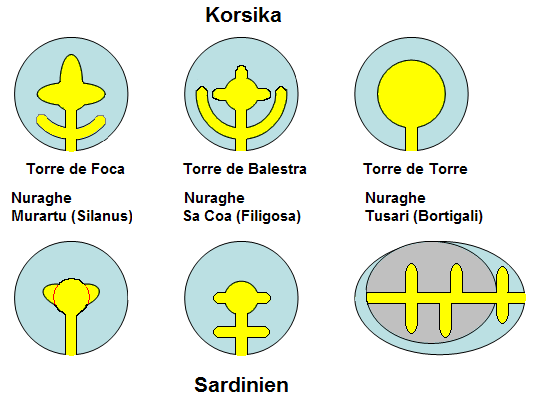
Korsische Torren und sardische Nuraghen

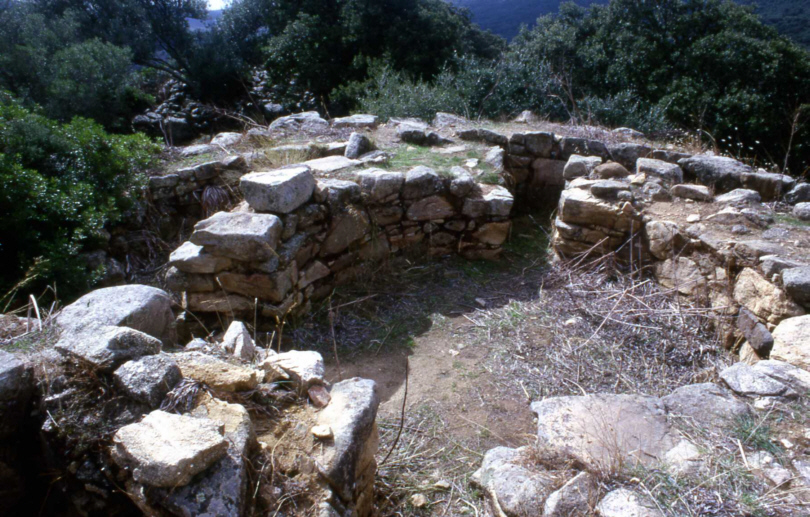
Alo-Bisucce

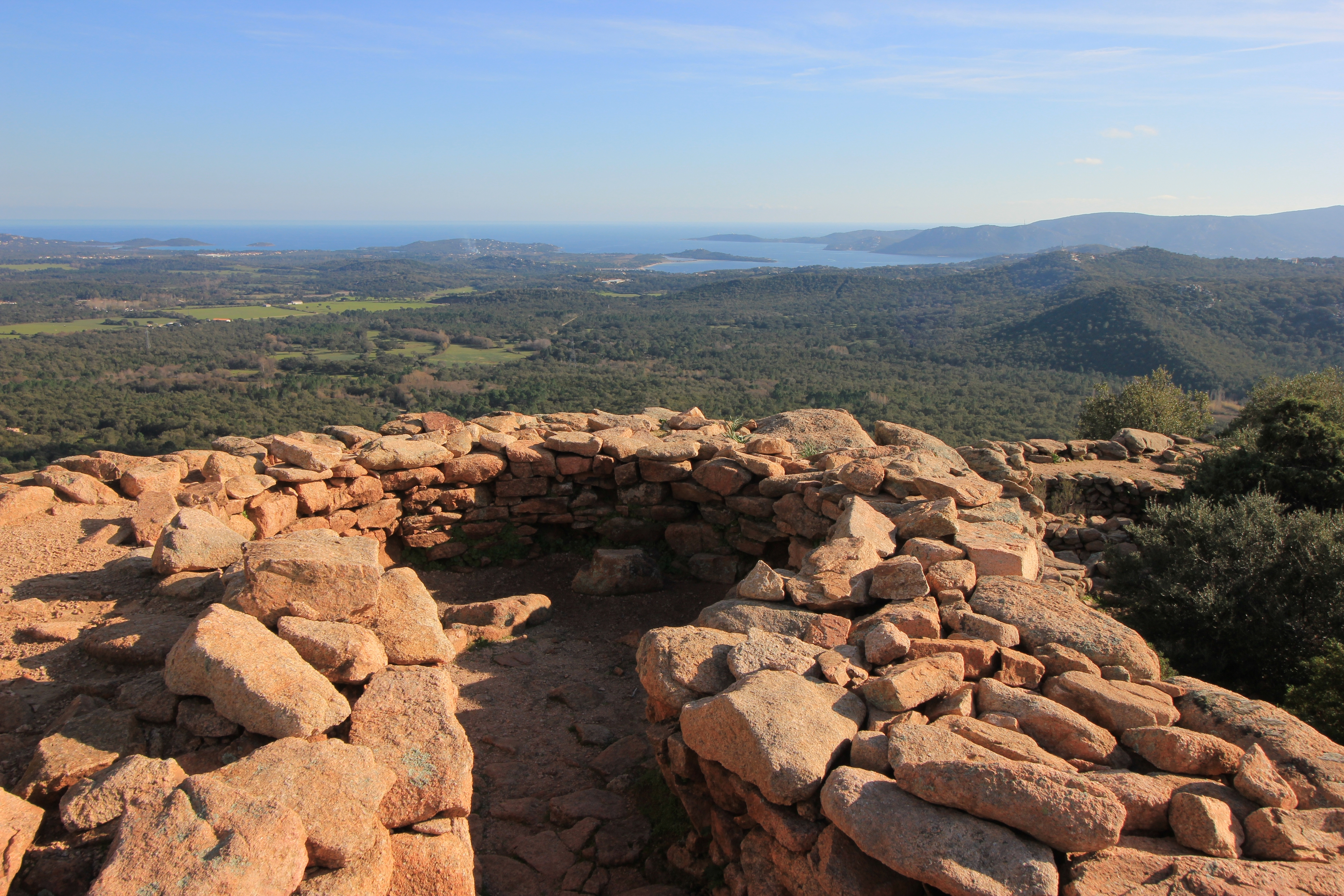
Arraggiu

Der Begriff Torre bezeichnet unterschiedlich gestaltete Bauten aus der Bronzezeit auf Korsika, die von der Torre-Kultur errichtet wurden. Die zentrale Baulichkeit in einer Torre ist eine oft bienenkorbartige einräumige Tholos.
Torren wurde oftmals in natürliche Felsformationen integriert. Kennzeichnend sind breite Eingänge mit Türsturz in eine Tholos mit (wie bei Nuraghen zumeist drei) Seitennischen. In Torren wurde Getreide gemahlen und Nahrungsmittel verarbeitet, es gab Abschnitte, in denen Getreide in Tonkrügen gefunden wurden.
Aufgrund gefundener Aschereste in den Nischen des Zentralbaus nimmt Roger Grosjean eine primär kultische Funktion der Torren bei den Orten Torre und Ceccia an, bei denen es sich um frühe Torren handeln soll, und schließt eine fortifikative Funktion aus. Den Komplex, der gewisse Anklänge an die Nuraghen der Nuraghenkultur auf der benachbarten Insel Sardinien besitzt, umgaben mitunter in die Einfriedung eingelassene Nebengebäude und Statuenmenhire (besonders in Filitosa). Die Mauern (außer bei der Torre von Torre und der Torre von Ceccia), separierten die Torre in Art eines Peribolos von der Umwelt. Die besterhaltenen der auf den Südteil Korsikas konzentrierten Torren stehen in Alo-Bisucce, Arraggiu (auch d´Araghiu), Capula, Cucuruzzu, Filitosa und Torre von Torre beim Ort Torre.